# Gerichtsamt Oschatz
Das Gerichtsamt Oschatz war in den Jahren zwischen 1856 und 1874 die unterste Verwaltungseinheit und von 1856 bis 1879 nach der Abschaffung der Patrimonialgesetzgebung im Königreich Sachsen Eingangsgericht. Es hatte seinen Amtssitz in der Stadt Oschatz.

## Geschichte
Nach dem Tod des Königs Friedrich August II. von Sachsen wurde unter dessen Nachfolger König Johann nach dem Vorbild anderer Staaten des Deutschen Bundes die Abschaffung der Patrimonialgesetzgebung verordnet. An die Stelle der bisher im Königreich Sachsen in Stadt und Land vorhandenen Gerichte der untersten Instanz traten die zentral gelegenen Bezirksgerichte und Gerichtsämter in nahezu allen größeren Städten. Die Details der Verwaltungsreform regelten das sächsische Gerichtsverfassungsgesetz vom 11. August 1855 und die Verordnung über die Bildung der Gerichtsbezirke vom 2. September 1856.
Stichtag für das Inkrafttreten der neuen Behördenstruktur im Königreich Sachsen war der 1. Oktober 1856. Das neugebildete Gerichtsamt Oschatz unterstand dem Bezirksgericht Oschatz. Aufgelöst wurden das Landgericht Oschatz und die verbliebenen Patrimonialgerichte in den umliegenden Ortschaften. Bereits vorher hatte eine Zentralisierung der unteren Gerichtsbarkeit stattgefunden. Die Ober- und Erbgerichtsbarkeit der Stadt Oschatz ging 1839 auf das Königliche Landgericht Oschatz über. Von 1839 bis 1856 kam die Patrimonialsgerichtsbarkeit von etwas 30 Rittergüter in der Umgebung von Oschatz, 1840 die des Pfarrlehens Sornzig und 1845 die der Superintendentur Oschatz über. Der Gerichtsbezirk bildete einen Teil der Amtshauptmannschaft Grimma innerhalb der damaligen Kreisdirektion Leipzig.
Der Sprengel des Gerichtsamt Oschatz umfasste folgende Ortschaften:
- Oschatz
- Altoschatz
- Binnewitz
- Borna
- Bornitz
- Bucha
- Calbitz
- Canitz mit Schwarzroda
- Casabra
- Clanzschwitz bei Stauchitz
- Dahlen mit Zitzen
- Deutschluppa
- Ganzig
- Gastewitz bei Hohenwussen
- Gaunitz
- Goldhausen
- Großböhla
- Hahnefeld
- Hof mit Kaßschhäusern und Mühlaue
- Hohenwussen
- Jahna m.d.Kratzsch
- Kleinböhla
- Kleinforst
- Kleinneußlitz
- Kleinragewitz
- Kötitz mit dem Bockschen Lehngut
- Kreina
- Kreischa
- Lampersdorf mit Windmühle auf Beiersdorfer Mark
- Lampertswalde (Ober-Mittel- und Unter)
- Leisnitz
- Leuben
- Liebschütz
- Limbach mit Haida
- Lonnewitz
- Malkwitz
- Mannschatz
- Merkwitz
- Möhla
- Nasenberg
- Naundorf
- Ochsensaal
- Pulsitz
- Radegast
- Raitzen
- Rechau
- Reppen
- Rochzahn
- Rosenthal
- Saalhausen
- Salbitz
- Schmannewitz
- Schmorkau
- Schmorren
- Schönnewitz
- Stauchitz
- Stennschütz
- Striesa
- Terpitz
- Thalheim
- Wadewitz bei Oschatz
- Weichteritz
- Wellerswalde
- Wendischschluppa
- Zeicha
- Zeuckritz
- Zöschau
- Zschöllau
- Reudnitzer Forstrevier

Das Gerichtsamt Wermsdorf wurde zum 31. Dezember 1873 aufgehoben. Aus seinem Sprengel wurde die Ortschaft Colm mit der Albertsdorfer Mark dem Gerichtsamt Oschatz zugeordnet.
Nach der Neustrukturierung der Gerichtsorganisation gemäß dem Gesetz über die Organisation der Behörden für die innere Verwaltung vom 21. April 1873 gingen die Verwaltungsbefugnisse der Gerichtsämter zum 15. Oktober 1874 auf die umgestalteten bzw. neu gebildeten Amtshauptmannschaften über. Seitdem das bisherige königliche Gericht als königliches Gerichtsamt bezeichnet wurde, führte sein Vorstand den Titel Gerichtshauptmann.
Die Verwaltungsaufgaben des Gerichtsamts Oschatz wurden im Zuge der Neustrukturierung der sächsischen Gerichtsorganisation gemäß dem Gesetz über die Organisation der Behörden für die innere Verwaltung vom 21. April 1873 mit Wirkung vom 15. Oktober 1874 in die neugeschaffene Amtshauptmannschaft Oschatz  der Kreishauptmannschaft Leipzig mit Sitz in  Oschatz integriert. Das Gerichtsamt war damit nur noch Gericht, die Trennung der Rechtsprechung von der Verwaltung umgesetzt.
Das Gerichtsamt Oschatz wurde 1879 auf Grund des Gesetzes über die Bestimmungen zur Ausführung des Gerichtsverfassungsgesetzes im Deutschen Reich vom 27. Januar 1877 und des Gesetzes über die Zuständigkeit der Gerichte in Sachen der nichtstreitigen Gerichtsbarkeit vom 1. März 1879 durch das neu gegründete Amtsgericht Oschatz abgelöst.

## Schriftliche Überlieferung
Die Archivalien des Gerichtsamts Oschatz werden als Bestand 20102 Gerichtsamt Oschatz heute im Sächsischen Staatsarchiv – Staatsarchiv Leipzig verwaltet.

## Gerichtsgebäude
Das Gerichtsamt übernahm das um 1850 erbaute Gebäude des Landgerichtes (Brüderstraße 5). Es handelt sich um ein repräsentatives klassizistisches Gebäude mit bauzeitlicher Einfriedung. Der dreigeschossige massive Putzbau mit Putzgliederung, Sandsteingewände, und Walmdach mit Schieferdeckung steht aufgrund seiner baugeschichtlichen und ortsgeschichtlichen Bedeutung unter Denkmalschutz. Das Gerichtsgebäude wurde später vom Amtsgericht genutzt.

## Richter
Die Leiter des Gerichtsamts trugen den Titel Gerichtsamtmann. Dies waren:
- 1856–1865: Friedrich August Wilde (vorher Direktor des Kgl. Landgerichts Oschatz)
- 1865–1879: Ernst Friedrich Seyfert (vorher Gerichtsamtmann beim Gerichtsamt Ebersbach)

## Weblink
- Eintrag zum Gerichtsamt Oschatz im Digitalen historischen Ortsverzeichnis von Sachsen